# Championnats d'Europe de course d'orientation 2016
 (août 2017).
Si vous disposez d'ouvrages ou d'articles de référence ou si vous connaissez des sites web de qualité traitant du thème abordé ici, merci de compléter l'article en donnant les références utiles à sa vérifiabilité et en les liant à la section « Notes et références ».
Navigation
Édition précédente Édition suivante
Les championnats d'Europe de course d'orientation 2016, onzième édition des championnats d'Europe de course d'orientation, ont lieu du 21 au 28 mai 2016 à Jeseník, en République tchèque.

## Podiums
Femmes
| Épreuves                | Or                                                 | Argent                                              | Bronze                                                         |
| ----------------------- | -------------------------------------------------- | --------------------------------------------------- | -------------------------------------------------------------- |
| Femmes Sprint           | Suisse Judith Wyder                                | Ukraine Nadija Wolynska                             | Danemark Maja Alm                                              |
| Femmes moyenne distance | Suède Tove Alexandersson                           | Suisse Judith Wyder                                 | Finlande Marika Teini                                          |
| Femmes Longue distance  | Suède Tove Alexandersson                           | Norvège Anne Margrethe Hausken Nordberg             | Russie Svetlana Mironova                                       |
| Femmes Relais           | Finlande Sari Anttonen Marika Teini Merja Rantanen | Suède Lina Strand Emma Johansson Tove Alexandersson | Russie Anastasia Rudnaja Natalia Vinogradova Svetlana Mironova |

Hommes
| Épreuves                | Or                                                    | Argent                                                | Bronze                                                  |
| ----------------------- | ----------------------------------------------------- | ----------------------------------------------------- | ------------------------------------------------------- |
| Hommes Sprint           | Suisse Matthias Kyburz                                | Suède Gustav Bergman                                  | Suisse Florian Howald                                   |
| Hommes moyenne distance | Suisse Matthias Kyburz                                | Suède Gustav Bergman                                  | France Lucas Basset                                     |
| Hommes Longue distance  | Suisse Daniel Hubmann                                 | Norvège Magne Dæhli                                   | Suède Martin Regborn                                    |
| Hommes Relais           | Suisse Florian Howald Baptiste Rollier Martin Hubmann | Norvège Carl Godager Kaas Eskil Kinneberg Magne Dæhli | République tchèque Jan Petržela Jan Šedivý Vojtěch Král |

Mixte
| Épreuves            | Or                                                                         | Argent                                                            | Bronze                                                             |
| ------------------- | -------------------------------------------------------------------------- | ----------------------------------------------------------------- | ------------------------------------------------------------------ |
| Sprint mixte Relais | Russie Natalia Vinogradova Gleb Tichonov Andrej Chramov Galina Vinogradova | Danemark Cecilie Friberg Klysner Tue Lassen Søren Bobach Maja Alm | Suisse Judith Wyder Andreas Kyburz Martin Hubmann Rahel Friederich |

## Tableau des médailles
- Pays organisateur

| Rang  | Nation             | Or | Argent | Bronze | Total |
| ----- | ------------------ | -- | ------ | ------ | ----- |
| 1     | Suisse             | 5  | 1      | 2      | 8     |
| 2     | Suède              | 2  | 3      | 1      | 6     |
| 3     | Russie             | 1  | 0      | 3      | 3     |
| 4     | Finlande           | 1  | 0      | 1      | 2     |
| 5     | Norvège            | 0  | 3      | 0      | 3     |
| 6     | Danemark           | 0  | 1      | 1      | 2     |
| 7     | Ukraine            | 0  | 1      | 0      | 1     |
| 8     | France             | 0  | 0      | 1      | 1     |
| 8     | République tchèque | 0  | 0      | 1      | 1     |
| Total | Total              | 9  | 9      | 9      | 27    |